# Maria Díez i Busqué
Maria Díez i Busqué, també coneguda amb el sobrenom de Peke, (Igualada, Anoia, 8 de juny de 1989) és una jugadora d'hoquei sobre patins catalana.
Formada com a davantera a l'Igualada Femení Hoquei Club Patins va debutar a l'OK Lliga la temporada 2010-11, essent la màxima golejadora de la competició durant dos anys consecutius. La temporada 2012-13 va fitxar pel Club Patín Gijón Solimar, amb el qual va guanyar una Copa d'Europa, dues OK Lliga i dues Copes de la Reina, i també va ser la màxima golejadora del torneig en quatre ocasions. Juntament amb Anna Casarramona, la temporada 2018-19 va fitxar pel Club Patí Manlleu, amb el qual guanyà l'OK Lliga 2019-20, essent la màxima golejadora de la competició, i es proclamà campiona de la Copa de la Reina en dues ocasions (2021, 2022). Internacional amb la selecció catalana d'hoquei sobre patins entre 2010 i 2012, va proclamar-se campiona de la Copa Amèrica de 2011 i subcampiona el 2010. Amb la selecció espanyola, va proclamar-se va ser campiona d'Europa sub-19 el 2005. Amb l'absoluta s'ha proclamat campiona del Món en tres ocasions, 2016, 2017 i 2019, i quatre d'Europa, 2007, 2011, 2013, 2015, 2018.
Màxima golejadora de la Lliga espanyola en vuit ocasions, ha rebut el trofeu Bola d'Or en dos ocasions. Entre d'altres reconeixements, va rebre el premi a la millor esportista de 2019 de la Federació Catalana de Patinatge. El maig de 2022 va anunciar la seva retirada esportiva.

## Palmarès
Clubs
- 1 Copa d'Europa d'hoquei sobre patins femenina (2017-18)
- 3 Lligues espanyoles d'hoquei sobre patins femenina (2016-17, 2017-18, 2019-20)
- 4 Copes espanyoles d'hoquei sobre patins femenina (2013, 2016, 2021, 2022)

Selecció catalana
- 1 medalles d'or a la Copa Amèrica d'hoquei sobre patins: 2011
- 1 medalles d'argent a la Copa Amèrica d'hoquei sobre patins: 2010
- 1 Golden Cup femenina 2009

Selecció espanyola
- 3 medalles d'or al Campionat del Món d'hoquei patins femení: 2016, 2017, 2019
- 1 medalla d'argent al Campionat del Món d'hoquei patins femení: 2012
- 4 medalles d'or al Campionat d'Europa d'hoquei patins femení: 2011, 2013, 2015, 2018
- 1 medalla d'argent al Campionat d'Europa d'hoquei patins femení: 2007

Individual
- 2 Boles d'Or com a màxima golejadora de l'OK Lliga femenina: 2018-19, 2019-20